# Yume Hurry Up
Yume Hurry Up (夢 Hurry Up?) è un brano musicale di Megumi Hayashibara, scritto da Arimori Satomi, Hara Kazuhiro e Vink, e pubblicato come singolo il 26 novembre 1993 dalla Starchild. Il brano è stato incluso negli album della Hayashibara SpHERE e Enfleurage. Il singolo raggiunse la cinquantottesima posizione della classifica settimanale Oricon, e rimase in classifica una sola settimana, vendendo 6 980 copie.
Yume Hurry Up è stato utilizzato come seconda sigla di apertura dell'anime Bannō bunka nekomusume, dove tra l'altro Megumi hayashibara doppiava il personaggio di Nuku Nuku, protagonista della serie. Il lato B del singolo, Harikitte Trying è invece la seconda sigla di chiusura dell'anime.

## Tracce
CD singolo KIDA-69 
1. Yume Hurry Up (夢 Hurry Up) - 4:05
2. Harikitte Trying (はりきって Trying!) - 4:40
3. Yume Hurry Up (Original Karaoke) - 4:05
4. Harikitte Trying (Original Karaoke) - 4:40

Durata totale: 17:30

## Classifiche
| Classifica (1993)                        | Posizione più alta |
| ---------------------------------------- | ------------------ |
| Giappone (Classifica settimanale Oricon) | 58                 |